# Атімія
Атімія (негативна частка, букв, безчестя, позбавлення честі; лат. Atimia) — в Стародавній Греції позбавлення громадянських прав.
Атімія застосовувалася як покарання за підкуп посадових осіб, нечестиве поводження з батьками, проституцію. Атімії піддавалися і божевільні. Рішення про атімію приймав суд або народні збори.
В Афінах було три ступені атімії. Перша — приватна атімія, присуджується за невиконання приватних обов'язків. Вона забороняла користуватися будь-якими конкретними правами. Друга — повна, за злочини по відношенню до держави. Вона позбавляла винного всіх прав і забороняла йому брати участь у зборах містян, займати посади і навіть з'являтися на ринку. Третій ступінь — повна з конфіскацією майна. Такій атімії піддавалися ті, хто скоїв тяжкі злочини проти держави, в тому числі й ті, хто довго не повертав державі борги.
Вищим ступенем атімії було вигнання з рідного міста .
Остракізм не був Атімією. Ті, хто піддавався йому, віддалялися з міста на певний термін і мали право повернутися після закінчення цього терміну, а після повернення автоматично відновлювалися в правах.
У Спарті повній атімії піддавалися воїни, що бігли з поля бою або проявили боягузтво.
Скасувати Атімію і відновити в правах могли тільки народні збори таємним голосуванням. Для цього потрібно було набрати не менше шести тисяч голосів.

## Джерело
- Democracy in the Age of Demosthenes, Mogens Hansen (Oxford 1991)